# Nikol Paschinjan

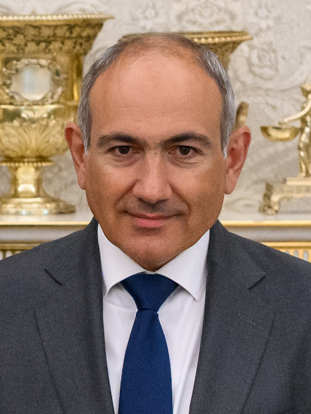
Nikol Paschinjan (2025)

Nikol Vovaji Paschinjan (armenisch Նիկոլ Վովայի Փաշինյան; * 1. Juni 1975 in Idschewan, Armenische SSR, Sowjetunion) ist ein armenischer Politiker und Journalist. Er ist der amtierende Premierminister des Landes. Paschinjan steht der Partei Zivilvertrag vor, welche die Nationalversammlung mit absoluter Mehrheit dominiert. Am 8. Mai 2018 wurde er zum Premierminister gewählt, bei der darauf folgenden Parlamentswahl erhielt sein Parteienbündnis 70,4 Prozent der Stimmen. Bei der vorgezogenen Parlamentswahl 2021 wurde die absolute Mehrheit seiner Regierung bestätigt. Paschinjan nahm eine wichtige Rolle bei der Revolution in Armenien 2018 ein.

## Leben
Paschinjan studierte Journalistik an der Staatlichen Universität von Jerewan. Das Studium konnte er nicht abschließen, da er wegen regierungskritischer Texte von der Hochschule verwiesen wurde. Er arbeitete in den 1990er Jahren bei verschiedenen Zeitungen. Schließlich wurde er Chefredakteur der Oppositionszeitung Aikakan Schamanak. Wegen Berichten über Skandale und Korruption liefen mehrfach Strafverfahren gegen Paschinjan. Bei den Parlamentswahlen 2007 trat er für eine Oppositionspartei an, konnte aber kein Mandat erringen. Als es nach den Präsidentschaftswahlen von 2008 zu gewalttätigen Zusammenstößen zwischen Polizei und Demonstranten kam, wurde Paschinjan als einer der Organisatoren der Proteste dafür verantwortlich gemacht und zu sieben Jahren Haft verurteilt. Das Urteil wurde von der Opposition und Journalistenverbänden scharf kritisiert.
Der armenischstämmige Journalist Tigran Petrosyan schreibt, Paschinjan führe die Demonstranten unter dem Motto „Kampf, Kampf bis zum Ende“. Um politische Verfolgung zu vermeiden, gehe Paschinjan in den Untergrund. Er wurde von der Polizei wegen „Mordvorwürfen und Massenunruhen“ gesucht. Im Juni 2009 stellte er sich der Polizei und musste zwei Jahre ins Gefängnis.  2011 kam Paschinjan durch eine Amnestie frei. Nach seiner Freilassung gründete Paschinjan die Partei Zivilvertrag. Zuvor war er von 2008 bis 2012 Mitglied des Armenischen Nationalkongresses gewesen. Bei der Parlamentswahl 2012 trat er für diese erneut an und konnte in die Nationalversammlung einziehen. 2017 kandidierte er mit dem neugegründeten, liberalen Parteienbündnis Jelk, das 7,8 % der Stimmen erreichte und damit neun Mandate erhielt. Paschinjan wurde Fraktionsvorsitzender. Im gleichen Jahr kandidierte er als Bürgermeister von Jerewan und erreichte mit 21 % der Stimmen den zweiten Platz.

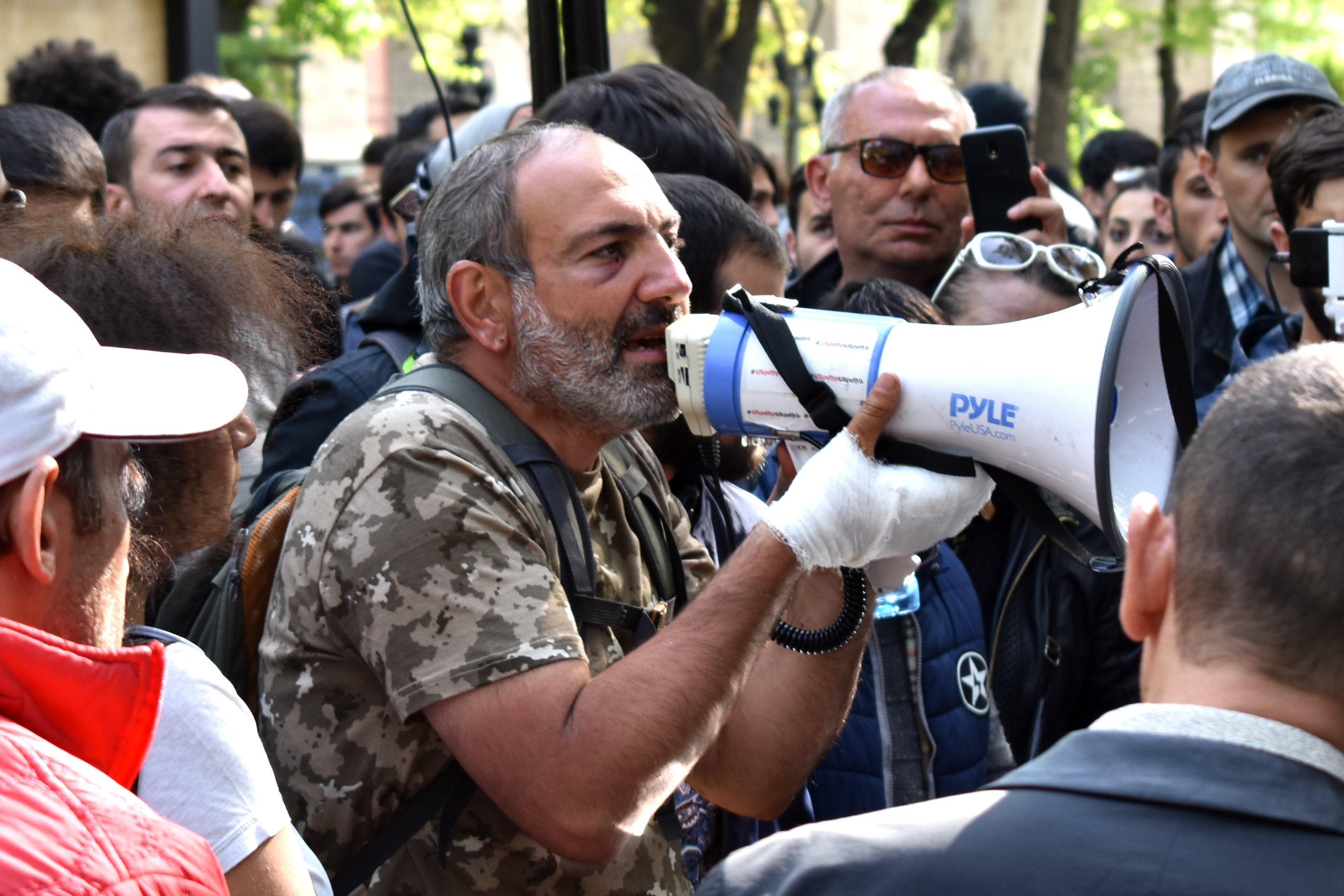
Paschinjan während der Revolution von 2018

Als sich der frühere armenische Präsident Sersch Sargsjan im April 2018 entgegen vorherigen Versprechungen zum Premierminister wählen ließ, organisierte Paschinjan wochenlange und landesweite Proteste. Am 22. April kam es zu einem Treffen von Paschinjan und Sargsjan, das bereits nach drei Minuten beendet war und nach dem Paschinjan mit den beiden Oppositionellen Sasun Mikaeljan und Ararat Mirsojan festgenommen wurde. Am nächsten Tag wurden sie wieder freigelassen; kurz danach trat Sargsjan zurück und erklärte: „Ich hatte Unrecht, und Nikol Paschinjan hatte Recht.“ Im Laufe der Ereignisse eignete sich Paschinjan das Image des von außerhalb des Politikbetrieb kommenden, bürgernahen „Revoluzzers“ an. Er bezeichnete die Vorgänge als „Samtene Revolution“. Paschinjan wurde der Kandidat der Opposition für die Nachfolge als Regierungschef, während die bis dahin regierende Republikanische Partei keinen eigenen Kandidaten aufstellte. Beim ersten Wahlgang am 1. Mai erhielt er keine Mehrheit in der Nationalversammlung. Daraufhin gab es am nächsten Tag im ganzen Land einen Generalstreik und Verkehrsblockaden, die alle friedlich blieben. Im zweiten Wahlgang am 8. Mai erhielt Paschinjan 59 Stimmen, 42 Abgeordnete stimmten gegen ihn. Damit erreichte er die erforderliche Mehrheit.
Am 16. Oktober 2018 trat Paschinjan von seinem Amt zurück, damit das Volk „seinen Willen in vorgezogenen Parlamentswahlen kundtun kann“. Die friedliche „samtene Revolution“, durch die er im Mai an die Regierung gekommen war, solle so vollendet werden. Die Neuwahl zur Nationalversammlung am 9. Dezember 2018 gewann das Parteienbündnis Mein-Schritt-Allianz, für das er angetreten war, mit 70,4 % deutlich.
Nach dem verlorenen Krieg um Bergkarabach 2020 kam es in Armenien zu einer innenpolitischen Krise, in deren Folge Paschinjan am 25. April 2021 zurücktrat, um den Weg für Neuwahlen freizumachen. Die im Juni 2021 abgehaltenen Wahlen ergaben erneut eine absolute Mehrheit seiner Partei Zivilvertrag, woraufhin Paschinjan eine weitere Amtszeit antreten konnte.

## Politische Positionen

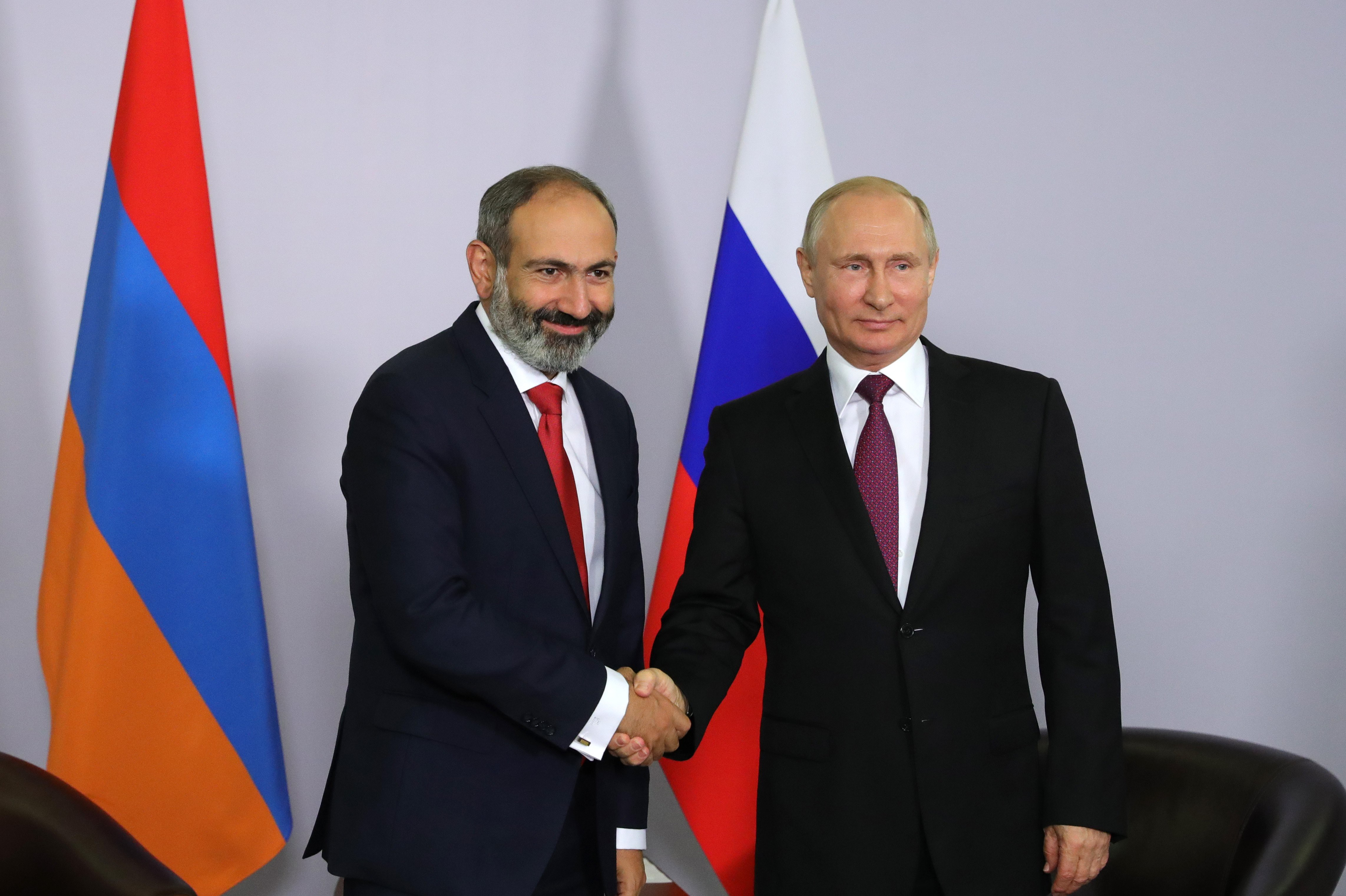
Paschinjan und Wladimir Putin (2018)

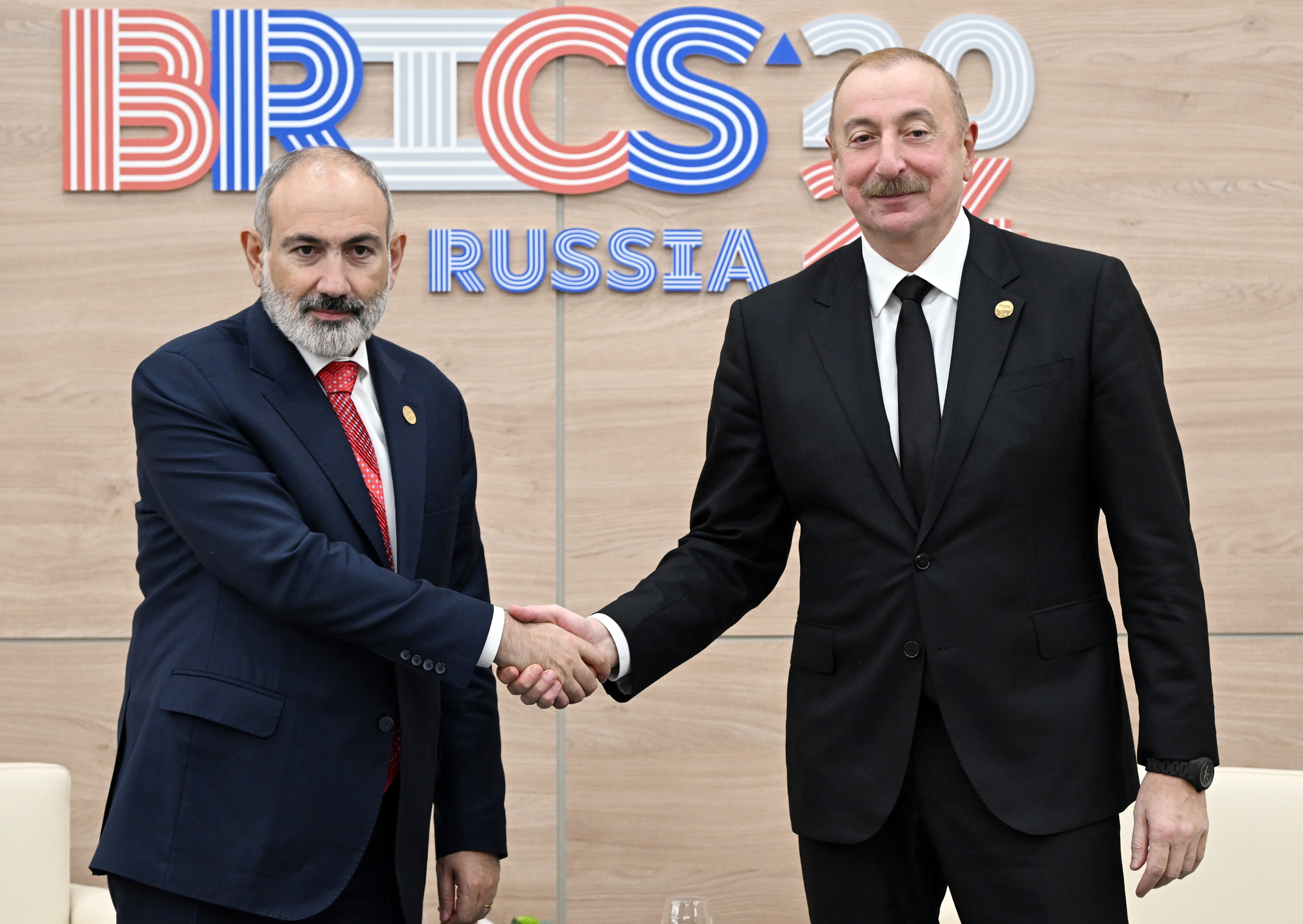
Paschinjan und Ilham Alijew (2024)

Nikol Paschinjan forderte die Bekämpfung der Armut und Korruption in Armenien und demokratische Reformen. Vergeltung an politischen Gegnern nach einer Machtübernahme lehnte er ab, wichtiges Ziel sei eine Neuwahl unter einem überarbeiteten Wahlgesetz, das Wahlfälschung verhindern solle.
Als Oppositionspolitiker war er einer der wenigen, die den Beitritt zur Eurasischen Wirtschaftsunion mit Russland ablehnten. Er betonte 2018, keine geopolitischen Veränderungen anzustreben; er wolle enge Beziehungen sowohl zu Russland als auch zur EU, mit der Armenien durch die Östliche Partnerschaft verbunden ist. Im Wahlprogramm seiner Partei war noch ein Ausstieg aus der Eurasischen Wirtschaftsunion (EAWU) in Erwägung gezogen worden.
Politisch linksstehende Beobachter wie Garen Yegparian und Markar Melkonian stuften Paschinjan und seine Regierung ökonomisch als neoliberal ein. Im September 2018 schlug Paschinjan eine Einheitssteuer von zunächst 23 % auf alle Einkommen vor, die graduell jährlich um 0,5 Prozentpunkte auf 20 % fallen solle. Dieser Vorschlag wurde vom Parlament im Juni 2019 angenommen und 2020 wirksam.
Er setzte sich für geringere Steuern für kleine Unternehmen ein sowie für die Reduktion der Zahl der Ministerien und Staatsagenturen und für Steuernachlässe an investitionswillige ausländische Unternehmen.
Ende Mai 2019 rief Paschinjan seine Anhänger dazu auf, alle Gerichtsgebäude in Armenien zu blockieren, nachdem der ehemalige Präsident Robert Kotscharjan, der wegen des Sturzes der Verfassungsordnung während der Proteste 2008 angeklagt worden war, aus der Haft entlassen worden war. Paschinjan kündigte damit eine grundlegende Reform der Justiz an. Führende armenische Oppositionsparteien wie Blühendes Armenien, Leuchtendes Armenien oder die Armenische Revolutionäre Föderation bezeichneten den Vorstoß des Premierministers als verfassungswidrig. Kritik an dieser Entscheidung kam auch von Seiten der USA, die die Regierung aufforderten, die Verfassung des Landes zu respektieren.
Im Bergkarabachkonflikt mit dem benachbarten Aserbaidschan stand Paschinjan wie seine Vorgänger für eine harte Position. Anfang August 2019 sorgte er mit seiner provokativen Äußerung „Karabach ist Armenien! Punkt!“ bei einer Kundgebung in Stepanakert für großes Aufsehen und setzte nach Angaben von Kritikern den sich ohnehin mühsam gestaltenden Verhandlungsprozess zwischen Armenien und Aserbaidschan aufs Spiel. In Baku bezeichnete man diese Aussage als völlig inakzeptabel. Der russische Außenminister Sergei Lawrow kritisierte Paschinjan ebenfalls für diese Erklärung, wonach dieser die politische Lösung der armenisch-aserbaidschanischen Auseinandersetzung erschwere. In Armenien geriet er aufgrund seiner Zustimmung zu den aus armenischer Sicht schmerzhaften Waffenstillstandsabkommen im Bergkarabachkrieg 2020 vom 9. November politisch unter Druck. Durch den Krieg und das Abkommen verlor die Republik Arzach zwei Drittel ihres Gebietes, darunter auch früher zur Autonomen Oblast zählende, traditionell armenische Siedlungen und Städte wie Hadrut.
Seit dem vollständigen aserbaidschanischen Sieg im September 2023 über die international nicht anerkannte Republik Bergkarabach wird zwischen Armenien und Aserbaidschan über einen Friedensvertrag verhandelt. Mit der gemeinsamen Grenzziehung wurde im April 2024 begonnen.

## Familie
Paschinjan ist mit der Journalistin und ehemaligen Chefredakteurin Anna Hakobjan verheiratet. Zusammen haben sie mehrere Töchter und einen Sohn.